# Угорська греко-католицька церква

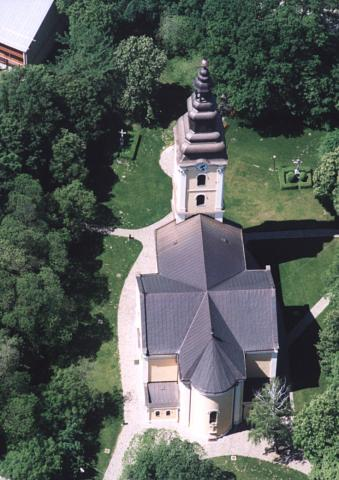
Катедральний храм угорської католицької церкви в Гайдудорозі

Уго́рська гре́ко-католи́цька це́рква (угор. Magyar görögkatolikus egyház; лат. Ecclesia Graeco-Catholica Hungariae), яку іноді називають, посилаючись на її візантійський обряд, Уго́рською візанті́йською католи́цькою це́рквою (угор. Magyar bizánci katolikus egyház; лат. Byzantinum Ecclesia Catholico Hungariae) — митрополія sui iuris східно-католицька церква, яка знаходиться в повному євхаристійному спілкуванні з Латинською церквою, так і з 22 іншими східно-католицькими церквами, утворюючи разом Католицьку церкву. Нараховує більше 300 тисяч вірних, які є нащадками змадяризованих українців. Майже всі парафії церкви розташовані на території Угорщини, кілька в угорській діаспорі Північної Америки. Центр знаходиться в Дебрецені.

## Історія

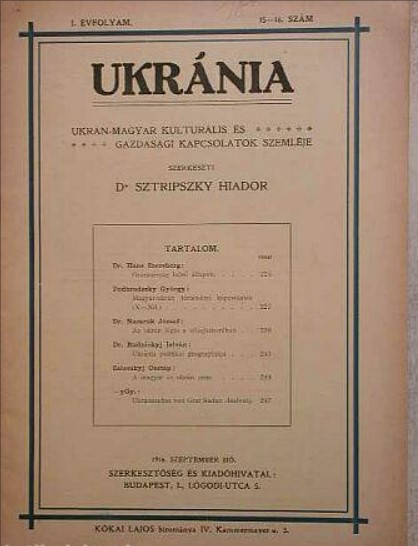
Журнал "Україна" виходив у 1916 році в Будапешті редактор Ґіадор Стрипський

Греко-католики Угорщини спочатку були зосереджені на території сьогоднішньої північно-східної Угорщини. Цей регіон історично населяли християни візантійського обряду з Карпатських гір (русини / українці та румуни). Серби, які рятувались від турецьких нападів, прибули пізніше до тодішньої Угорщини, але більшість з них залишилися в районі, який зараз є частиною Сербії. Пізніше, коли турки були вигнані з Відня в 1683 р. та з Буди та центральної Угорщини в 1686 р., русини та словаки оселились у занедбаних землях Угорщини. Про них опікувалася Мукачівська єпархія Русинської греко-католицької церкви. У XVII–XVIII століттях, під час конфлікту з протестантами, багато угорців приєдналися до греко-католицької церкви і таким чином прийняли візантійський обряд, а не латинський, що призвело до значного збільшення їх кількості.
Можливо, багато в чому завдяки цьому останньому елементу, візантійські угорці почали використовувати угорську мову у своїй літургії. У 1795 р. був опублікований переклад Літургії святого Івана Золотоустого для приватного вивчення. У 1862 р. з’явилася книга, що містить частини літургії, яку співають люди. У 1882 р. було видано без офіційного церковного схвалення угорський переклад Літургії святого Івана Золотоустого для фактичного використання, за яким незабаром послідували угорські переклади інших богослужбових текстів.

### Sui iuris
Нарешті, 8 червня 1912 р. Папа Пій X заснував Гайдудорозьку єпархію для 162 греко-католицьких парафій, що розмовляють угорською мовою. Він обмежив використання угорської мови нелітургійними функціями, вимагаючи, щоб духовенство використовувало церковнослов’янську мову в літургії, але призначив інтервал у три роки для зміни мови. Через початок Першої світової війни цей інтервал продовжувався на невизначений час, і використання угорської мови продовжувалось.
Зміна національних кордонів після Першої світової війни призвела до зменшення території Гайдудорозької єпархії зі 168 парафій (до яких вона зросла), лише до 90. У межах Угорщини також була 21 парафія Прешовської єпархії та одна з Мукачівської єпархії. 4 червня 1924 р. спочатку вони були об’єднані як новий Мішкольцький екзархат — оскільки на той час вони все ще використовували церковнослов’янську мову у літургії — класифікували як Русинську греко-католицьку церкву, але тепер вона частина Угорської греко-католицької церкви.
Церква перебувала в унікальному положенні за угорського комуністичного режиму. На відміну від своїх "сестер" у Румунії чи в окупованій СРСР Україні, вона не була заборонена, ані особливо не переслідувалася. Факторами цієї відносної поблажливості є невеликий розмір церкви, її бідність (північно-східна Угорщина, де зосереджені її прихильники, історично була найбіднішою територією країни), а також майже повна відсутність Православної церкви.
Територія єпархії спочатку відповідала території латинської архієпархії Егер (східна Угорщина) та Будапешт. Але її юрисдикція була розширена 17 липня 1980 р. на всю Угорщину.
20 березня 2015 року Папа Римський Франциск підніс Угорську греко-католицьку церкву до митрополії з Дебреценом як її митрополита, назвавши єпископа Петера Фюлепа Кочиша своїм митрополитом. Він також підняв Апостольський екзархат Мішкольця до статусу єпархії, який очолить єпископ Атанас Орос. Нарешті він заснував єпархію Ньїредьгаза з території, яка раніше входила до Престолу Гайдудорога. Дві єпархії — суфрагани Гайдудорозького престолу.
Невелика кількість угорських греко-католиків емігрувала до Північної Америки, де об’єднано їхні кілька парафій, до Сполучених Штатів Америки, до Русинської Візантійської Митрополії, а в Канаді — до українських єпархій.

## Сучасність

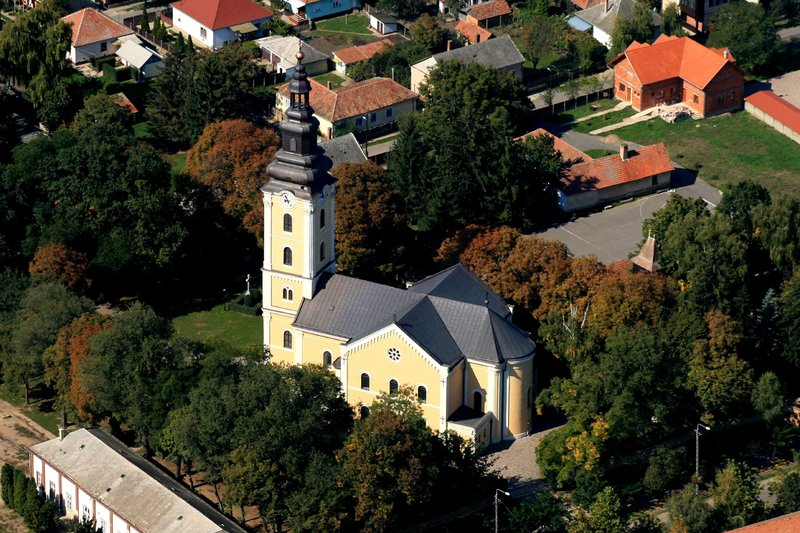
Катедральний храм

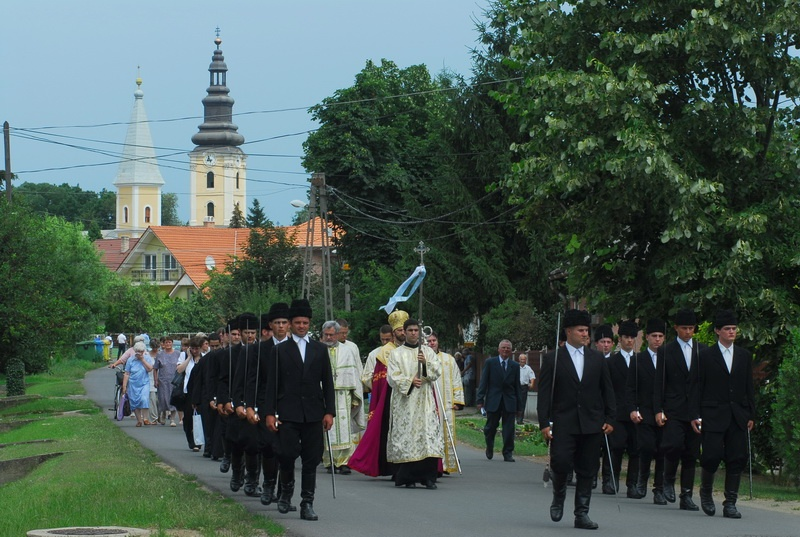
Під час Хресного ходу

До 2015 року Угорська греко-католицька церква складалася з єпархії Гайдудорога, що входила до римо-католицької митрополії Естергом-Будапешт, і апостольського екзархату Мішкольца. Богослужіння у всіх парафіях ведеться угорською мовою. Церква має власну духовну семінарію в Ньїредьгазі. За даними Annuario Pontificio станом на 2007 рік Гайдудорозька єпархія налічувала 146 парафій, 227 священиків і близько 270 тисяч вірян; в екзархаті Мішкольца — 30 парафій, 38 священиків і близько 20 тисяч вірян. Таким чином, загальна чисельність прихожан церкви — близько 290 000 чоловік. 2 травня 2008 главою церкви був обраний єпископ Петер Фюлеп Кочиш.
20 березня 2015 року Папа Римський Франциск підняв Угорську греко-католицьку церкву до рангу митрополичої. Гайдудорозька єпархія стала архієпархією, Мішкольцький екзархат — єпархією і, крім того, створено ще одну єпархію в Ньїредьгазі.

## Структура

Адміністративний поділ Угорської греко-католицької церкви

Церква складається лише з однієї церковної провінції, яка складається з Митрополичої Архиєпархії та двох суфраганських Єпархій (єпархій):
- Гайдудорозька архієпархія (митрополича sui juris)
  - Мішкольцька єпархія
  - Ньїредьгазька єпархія

Її єпископи є членами (переважно латинської) єпископської конференції Угорщини.

## Особливості
- Привітання в Угорській греко-католицькій церкві: «Слава Ісусу Христу! "Слава навіки!" На Різдво Господнє «Христос народився! "Хвала тобі!" На Великдень «Христос воскрес! "Він справді воскрес!"
- Початок церковного року в Угорській греко-католицькій церкві: 1 вересня.
- Перша із східних церков, яка перейшла на григоріанський календар у Гайдудорозі: 14 січня, 1916 рік.
- Угорська греко-католицька церква, дотримуючись давніх традицій, також освячує одружених людей священиками, але освячення фіксує стан життя. Єпископи можуть обирати лише неодружених або овдовілих жертовних священиків. Священики та диякони можуть одружуватися один раз. Це означає, що якщо особа, яку потрібно посвятити до освячення, вона не може вступити в другий шлюб, або якщо він овдовів після освячення, він не може одружитися повторно.